# Барнард, Эдвард Эмерсон
Э́двард (Эдуард) Э́мерсон Ба́рнард (англ. Edward Emerson Barnard; 16 декабря 1857 — 6 февраля 1923) — американский астроном-наблюдатель, член Национальной академии наук в Вашингтоне.

## Биография и научная деятельность
Родился в бедной семье, с детства увлекался астрономией и фотографией. В 19 лет накопил денег на небольшой телескоп. В 1881—1882 годах открыл три новые кометы, после чего местные меценаты оплатили его обучение в университете Вандербильта. По окончании обучения Барнард защитил диссертацию и стал профессиональным астрономом-наблюдателем.
В 1887—1895 — астроном в Ликской обсерватории, вёл наблюдения планет и слабых звёзд. Получил многочисленные фотоснимки Млечного Пути и туманностей. Известен изучением «тёмных туманностей» (межзвёздных газопылевых облаков), которые с тех пор называют объектами Барнарда, потому что он составил их атлас. В 1892 году открыл Амальтею — пятый спутник Юпитера. В 1916 году открыл названную его именем звезду Барнарда, одну из ближайших к Солнечной системе, за быстрое движение прозванную «Летящей».
Умер в 1923 году в посёлке Уильямс-Бей.

## Награды и память
Награждён несколькими отличиями и призами.
- 1892: премия имени Лаланда Парижской АН.
- 1897: золотая медаль Королевского астрономического общества.
- 1900: медаль Жансена.
- 1906: премия Жюля Жансена.
- 1917: медаль Кэтрин Брюс.

В честь Барнарда названы:
- астероид (819) Барнардиана, открытый в 1916 году  немецким астрономом Максом Вольфом в обсерватории Гейдельберг;
- кратер на Луне;
- кратер на Марсе;
- одна из галактик;
- регион на Ганимеде, спутнике Юпитера;
- гора в Калифорнии.

Астероид (907) Рода назван в честь жены астронома.